# Simone Faggioli

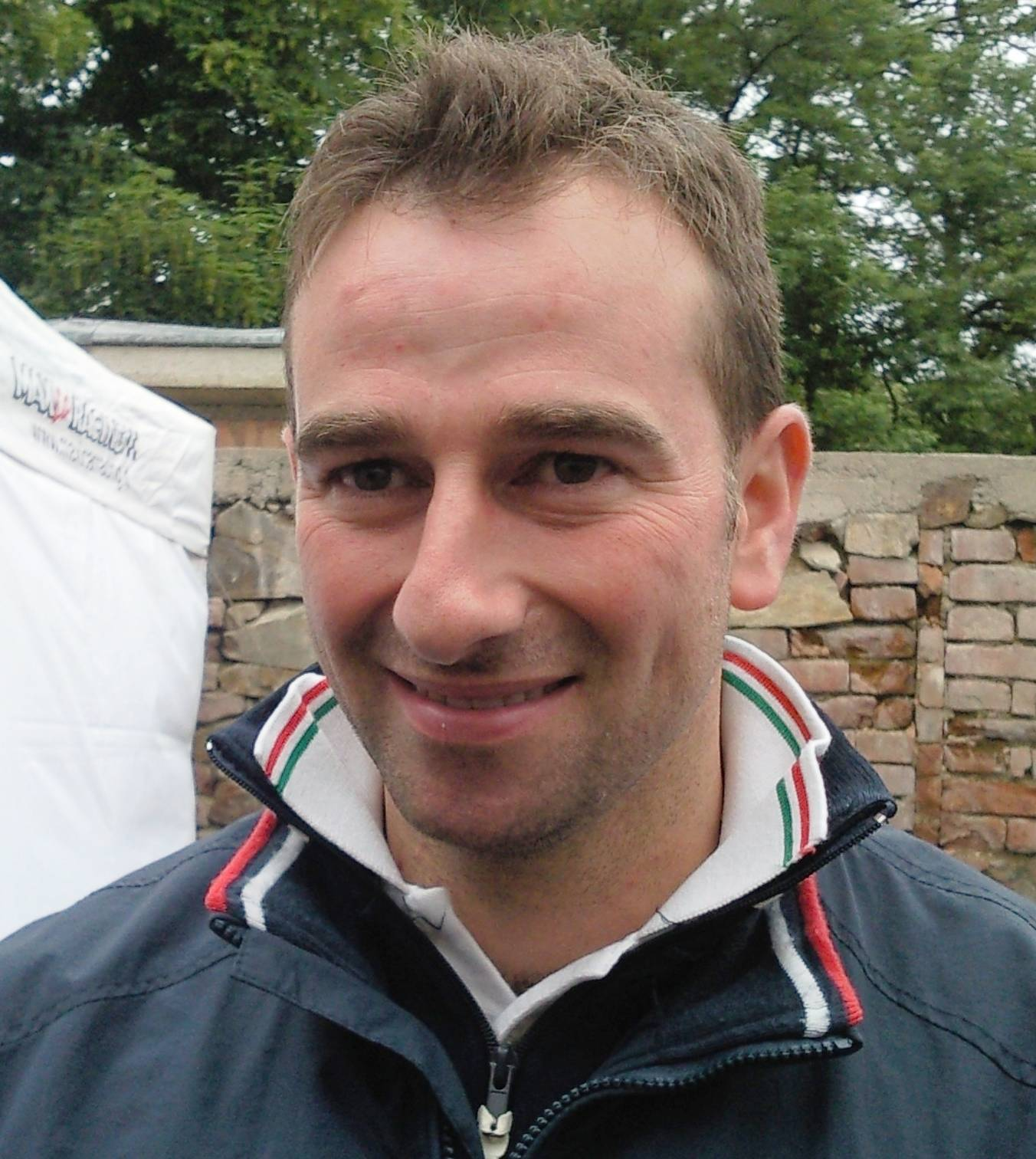
Simone Faggioli 2013

Simone Faggioli (* 24. Juli 1978 in Florenz) ist ein italienischer Bergrennfahrer. Er gewann dreimal die nationale italienische Meisterschaft und fünfmal die Europa-Bergmeisterschaft.

## Karriere als Rennfahrer
Schon im Kindesalter fuhr er mit Minicross-Motorrädern und Karts. 1997, mit 19 Jahren, gab er seinen Einstand bei Bergrennen mit einem Renault Clio Williams in der Gruppe N bis 2000 cm³. Mit zwei Siegen, vier zweiten und zwei dritten Plätzen gewann er den italienischen Clio-Cup.
1998 stieg er auf einen Ford Escort Cosworth mit 3000 cm³ Hubraum um. Im dritten Rennen der Saison wechselte er zum Osella-Team auf einen Osella PA20 der Gruppe CN, den er auch im Folgejahr im Rahmen der italienischen Bergmeisterschaft (CIVM) bewegte. Im Jahr 2000 erhielt das Fahrzeug einen neuen BMW-Motor, und Simone Faggioli gewann die CIVM mit neun Siegen und einem zweiten Platz aus zehn Rennen.
2001 und 2002 setzte er sich weiter in der italienischen Bergmeisterschaft ein. 2003 beteiligte er sich sowohl im CIVM als auch in der EBM. Er gewann zum zweiten Mal die CIVM, wobei er die Streckenrekorde aller Rennen unterbot. 2004 wurde er offizieller Fahrer sowohl bei Osella als auch beim Reifenlieferanten Marangoni S.p.A. Einsatzfahrzeug war ein Osella PA21S mit Honda-Motor. 2005 gewann er mit dieser Kombination den ersten Titel als Europameister in der Kategorie 2 (Rennwagen). Durchgehend von 2009 bis 2013 folgten fünf weitere Titel.
Bis einschließlich 2013 war sein Sportgerät ein Osella FA30-Zytek, einen auf einem Formelfahrzeug-basierenden Monoposto mit verkleideten Rädern.
Seit 2014 pilotiert er meist einen Norma M20 FC und gewann zwischen 2009 und 2019 zehn Meisterschaftstitel in der Europa-Bergmeisterschaft.

## Auszeichnungen und Rekorde
- 2000 Autosprint Fabio Danti[2]
- 2004 Trophäe Villorba Corse
- 2010 Volante d'Oro, ein Preis der Commissione Sportiva Automobilistica Italiana (CSAI)[3]
- 2012 und 2013 Subida Internacional al Fito

Daneben ist Simone Faggioli Inhaber zahlloser Streckenrekorde in Italien und Europa, die er bei entsprechenden Wetterbedingungen auch häufig selbst unterbietet. Bei seiner ersten italienischen Bergmeisterschaft war er der jüngste Fahrer, dem das gelang.